# أميناتا توريه
أميناتا توريه (مواليد 12 أكتوبر 1962) هي سياسية سنغالية شغلت منصب رئيسة وزراء السنغال في الفترة من 1 سبتمبر 2013 حتى 4 يوليو 2014.